# Julie Lechanteux
Julie Lechanteux (geboren am 22. Dezember 1977 in Annecy) ist eine französische Politikerin (RN). Seit 2022 ist sie Abgeordnete der Nationalversammlung. Zuvor war sie von 2019 bis 2022 Mitglied des Europäischen Parlaments. Zudem ist sie seit 2014 kommunalpolitisch in Fréjus aktiv.

## Leben
Julie Lechanteux wurde am 22. Dezember 1977 als Tochter eines Friseurs und einer Parfümverkäuferin in Annecy geboren. Sie absolvierte eine Ausbildung im Bereich Management und Buchhaltung. Anschließend betrieb sie einen Friseursalon, dann einen Empfangscaterer und schließlich ein Immobilienbüro.
Nachdem sie 2013 dem Front National (heute Rassemblement National, RN) beigetreten war, kandidierte sie bei den Kommunalwahlen 2014 in Fréjus (Var) auf der Liste von David Rachline und wurde nach dessen Sieg seine Stellvertreterin. Sie ist zuständig für den Bereich Schulangelegenheiten, Kinder und Freizeit. Im darauffolgenden Jahr nominierte der FN sie als Kandidatin für die Departementswahlen im Kanton Fréjus: Zusammen mit Richard Sert gewann sie im ersten Wahlgang mit 51,2 % die absolute Mehrheit der Stimmen.
2019 nominierte sie der Rassemblement National für den 16. Listenplatz für die Europawahl 2019. Bei der Wahl verlor der RN leicht an Stimmen (minus 1,5 Prozent), gewann dennoch 23 der 79 französischen Mandate, sodass Lechanteux direkt einzog. Sie trat gemeinsam mit ihren RN-Parteikolleginnen und -kollegen der neugegründeten, rechtsextremen ID-Fraktion bei. Für die Fraktion war Lechanteux Mitglied im Ausschuss für Verkehr und Tourismus. Des Weiteren war sie stellvertretendes Mitglied im Ausschuss für Beschäftigung und soziale Angelegenheiten sowie im September 2020 eingerichteten Untersuchungsausschuss im Zusammenhang mit dem Schutz von Tieren beim Transport.
Bei der Parlamentswahl in Frankreich 2022 wurde sie in die Nationalversammlung gewählt. Im Zuge dessen legte sie ihr Mandat im Europaparlament nieder. Für sie rückte Marie Dauchy ins Europaparlament nach.